# 공주 마곡사 청련암 목조관음보살좌상
공주 마곡사 청련암 목조관음보살좌상(公州 麻谷寺 靑蓮庵 木造觀音菩薩坐像)은 대한민국 충청남도 공주시 마곡사 청련암에 있는 조선시대의 불상이다. 2013년 4월 22일 충청남도의 유형문화재 제223호로 지정되었다.

## 개요
마곡사 청련암 목조관음보살좌상은 1701년 조각승 마일의 주도로 제작되었다. 상호, 신체 비례와 자세, 착의법 등 조선후기 보살상의 형식이 잘 반영되어 있으며 입체감 있는 옷주름 표현에서 마일의 조각수법이 잘 드러나고 있다. 마곡사 청련암 관음보살좌상은 조선후기 보살상의 조각형식을 잘 간직하고 있을 뿐만 아니라 발원문, 후령통 및 조선시대 경전 등이 다수 출토되어 사료적 가치 또한 매우 높다.

## 참고 자료
- 공주 청련암 목조관음보살좌상 - 국가유산청 국가유산포털